# Раюми
Раюми (латыш. Rājumi), ранее называвшееся лугами Раюми (латыш. Rājumu pļavas), — дачная деревня в Олайнской волости Олайнского района Латвии. Расположена в юго-восточной части волости у шоссе V12 в 30 километров от волостного центра Яунолайне, в 33 км от уездного центра Олайне и в 40 км от центра Риги на берегу Эжупе. В селе есть дачные кооперативы Берзини, Иелиечи и Тулпе.